# HNoMS Ula (1943)
| HNoMS Ula (1943)                                                      | HNoMS Ula (1943)                                                                                         | HNoMS Ula (1943)                                                                                         |
| --------------------------------------------------------------------- | --- | --- |
| KNM «Ula» (P-66)                                                      | | |
|                                                                       | | |
| Норвезький підводний човен «Ула»                                      | | |
| Верф                                                                  | Vickers-Armstrongs, Барроу-ін-Фернес                                                                     | Vickers-Armstrongs, Барроу-ін-Фернес                                                                     |
| Під прапором                                                          | Норвегія                                                                                                 | Норвегія                                                                                                 |
| Належність                                                            | Військово-морські сили Норвегії                                                                          | Військово-морські сили Норвегії                                                                          |
| Порт приписки                                                         | Данді | Данді |
| Замовлення                                                            | 12 липня 1941                                                                                            | 12 липня 1941                                                                                            |
| Закладений                                                            | 23 грудня 1941                                                                                           | 23 грудня 1941                                                                                           |
| Спуск на воду                                                         | 4 квітня 1943                                                                                            | 4 квітня 1943                                                                                            |
| Введений до складу флоту                                              | 10 липня 1943                                                                                            | 10 липня 1943                                                                                            |
| На службі                                                             | 1943–1965                                                                                                | 1943–1965                                                                                                |
| Сучасний статус                                                       | у грудні 1965 року проданий на брухт                                                                     | у грудні 1965 року проданий на брухт                                                                     |
| Бойовий досвід                                                        | Друга світова війна Битва за Атлантику                                                                   | Друга світова війна Битва за Атлантику                                                                   |
| Проєкт                                                                | | |
| Тип ПЧ                                                                | малий підводний човен                                                                                    | малий підводний човен                                                                                    |
| Основні характеристики                                                | | |
| Швидкість (надводна)                                                  | 11,25 вузлів (20,8 км/год)                                                                               | 11,25 вузлів (20,8 км/год)                                                                               |
| Швидкість (підводна)                                                  | 10 вузлів (18,6 км/год)                                                                                  | 10 вузлів (18,6 км/год)                                                                                  |
| Робоча глибина занурення                                              | 100 м | 100 м |
| Дальність плавання                                                    | 4 500 миль (8 300 км) на швидкості 11 вузлів (надводна) 70 миль (130 км) на швидкості 4 вузли (підводна) | 4 500 миль (8 300 км) на швидкості 11 вузлів (надводна) 70 миль (130 км) на швидкості 4 вузли (підводна) |
| Екіпаж                                                                | 33 офіцери та матроси                                                                                    | 33 офіцери та матроси                                                                                    |
| Розміри                                                               | | |
| Довжина найбільша (по КВЛ)                                            | 58 м | 58 м |
| Ширина корпусу найб.                                                  | 4,9 м | 4,9 м |
| Висота                                                                | 4,62 м                                                                                                   | 4,62 м                                                                                                   |
| Водотоннажність надводна                                              | 545 тонни                                                                                                | 545 тонни                                                                                                |
| Силова установка                                                      | | |
| Дизель-електрична: 2 дизельні двигуни Paxman-Ricardo 2 електродвигуни | | |
| Гвинти                                                                | 2 | 2 |
| Потужність                                                            | 2 500 к.с. (дизелі) 1 450 к.с. (електродвигуни)                                                          | 2 500 к.с. (дизелі) 1 450 к.с. (електродвигуни)                                                          |
| Озброєння                                                             | | |
| Торпедно- мінне озброєння                                             | 6 × 533-мм торпедних апаратів 8-10 торпед                                                                | 6 × 533-мм торпедних апаратів 8-10 торпед                                                                |
| ППО                                                                   | 1 × 76-мм гармати QF 3-inch 20 cwt                                                                       | 1 × 76-мм гармати QF 3-inch 20 cwt                                                                       |

«Ула» (норв. KNM «Ula» (P-66) — військовий корабель, малий підводний човен типу «U», третя серія, що перебував у складі Королівського військово-морського флоту Великої Британії, а згодом Королівських ВМС Норвегії у роки Другої світової війни.

## Історія створення
Підводний човен «Варн» був закладений 23 грудня 1941 року на верфі компанії Vickers-Armstrongs у Барроу-ін-Фернес. 4 квітня 1943 року він був спущений на воду, незабаром був переданий до складу Королівських ВМС Норвегії, як «Ула». 10 липня 1943 року увійшов до складу Королівських ВМС Норвегії.

## Історія служби
Спочатку підводний човен будувався на потребу Королівського флоту Британії як «Варн». Згодом плани змінилися, Королівський флот Нідерландів повинен був придбати його для своїх підводних сил та назвати човен «Хааї». Голландський екіпаж (34 члени з числа знятих з експлуатації голландських підводних човнів KIX, KX та KXII) повинен був бути доставлений до Великої Британії із Сіднея через Кейптаун. Однак, у ніч на 29 жовтня 1942 року торгове судно «Abosso», на якому пливли голландські підводники із Кейптауна, було атаковано та потоплено в Атлантиці німецьким підводним човном типу VIIC U-575.
У квітні 1943 року «Варн» був переданий Королівським ВМС Норвегії під назвою HNoMS Ula (P66). Норвезький човен, що отримав назву «Ула», здійснив 14 бойових походів під час Другої світової війни, діючи у складі «норвезької секції» 9-ї підводної флотилії в Данді. 19 квітня 1944 року під командуванням лейтенанта Валватна на заході Бокнафіорда, поблизу Ставангера, «Ула» випустив з відстані близько 1200 метрів залп із чотирьох торпед по німецькому підводному човну U-974. Одна торпеда влучила у ціль відразу за баштою, і підводний човен був розірваний навпіл і затонув, хоча вісім членів німецького екіпажу вижили.
«Ула» продовжував службу у ВМС Норвегії до 1965 року, доки не був списаний та розібраний на брухт у Гамбурзі. На честь цього човна був названий клас «Ула» із шести підводних човнів, побудованих у 1980-х та 1990-х роках для Королівського флоту Норвегії. Британський підводний човен типу «V» (наступники типу «U») також був названий HMS Varne, з номером вимпела P81.